# Рояль
Роя́ль (от фр. royal piano — «королевское фортепиано», в отличие от pianino — «маленькое фортепиано») — музыкальный инструмент, основной вид фортепиано, в котором струны, дека и механическая часть расположены горизонтально, корпус имеет крыловидную форму, а звуки издаются ударами войлочных молоточков по струнам при помощи клавиш. В отличие от пианино, звучание рояля более выразительно и насыщенно по тембру, клавиатура более чувствительна, игровые качества более виртуозны, и диапазон градаций изменения звука — шире.
Исполнитель на рояле называется пианистом.

## Конструкция

Механизм современного концертного рояля

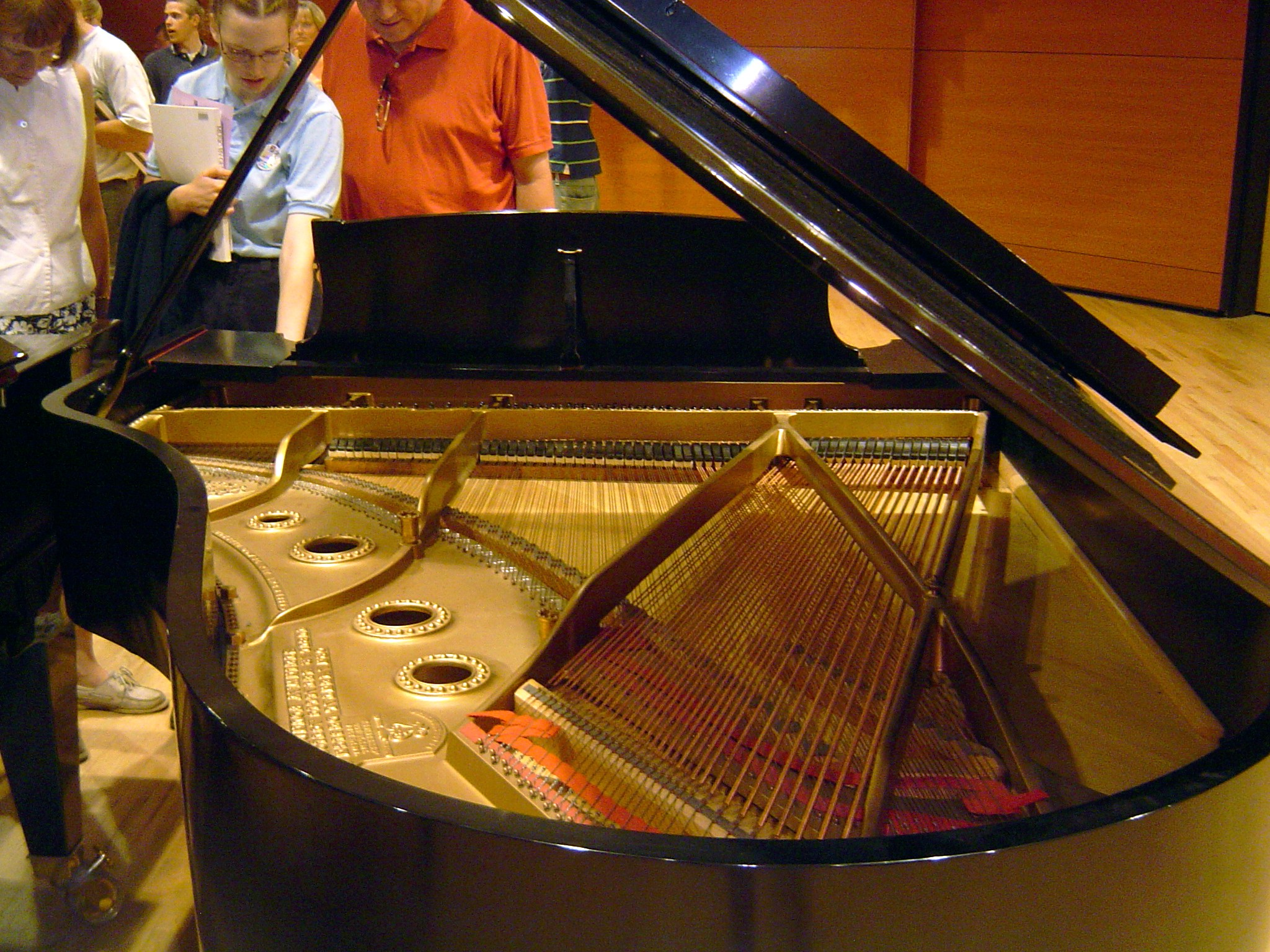
Внутреннее устройство рояля

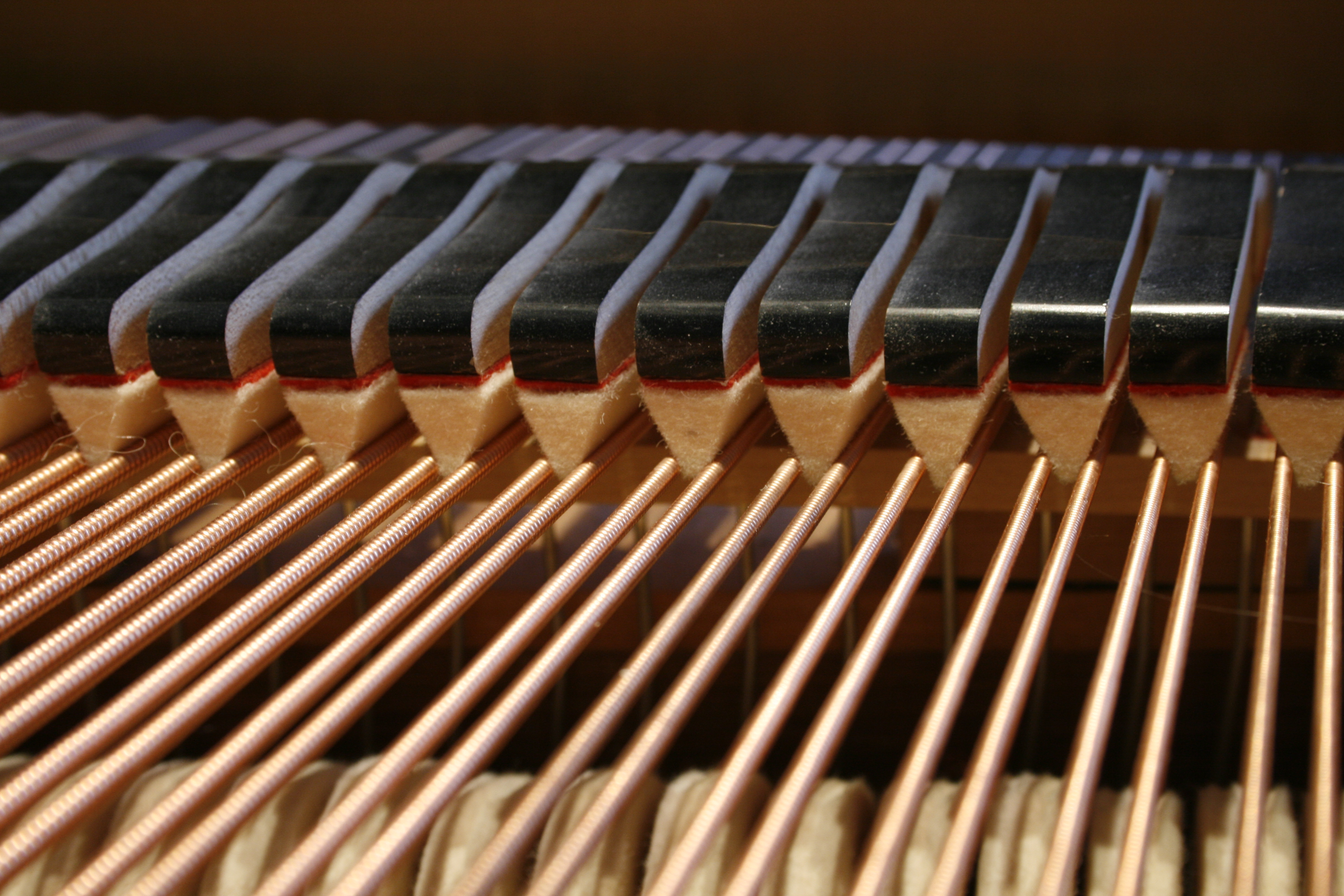
Молоточки (под струнами) и демпферы (над струнами)

Фу́тор — основной опорный узел фортепиано, наряду с чугунной рамой несущий нагрузку натяжения всех струн. Массивная деревянная рама футора служит основой для крепления деталей и узлов корпуса.
Чугу́нная ра́ма фортепиано (17) — это цельная чугунная отливка сложного решётчатого строения с продольными и поперечными связями, укреплённая внутри деревянного корпуса инструмента и предназначенная для того, чтобы принимать на себя совокупное натяжение струн (16). В передней части рама имеет порожки или особые винты — аграфы, служащие для ограничения длины звучащих участков струн. В задней части рамы вбиты стальные колки, или задние штифты, за которые струны зацепляются ушками или петлями.
Агра́ф (18) — латунный винт сложной формы с отверстиями и порожками, предназначенный для фиксации положения и обеспечения качественной отсечки струн хора.
Форба́ум — деталь лицевой части корпуса рояля, закрывающая спереди чугунную раму и вирбельбанк.
Вирбельба́нк (20) — многослойная деревянная доска с отверстиями, в которые забиты вирбели («колки»), натягивающие струны рояля (со временем дерево перестаёт плотно охватывать вирбели, и происходит расстройка фортепиано).
Фускле́ц — опорный брус для крепления ножки рояля.
Капода́стр — металлическая фигурная планка, прижимающая поперёк струны к струнному штапику в дискантовом регистре; привинчивается к вирбельбанку и является одной из границ для вибрирующих участков струн.
Па́нцирь — сплошная плита чугунной рамы рояля, закрывающая вирбельбанк. Эта деталь характерна для панцирной рамы, она принимает на себя значительную часть силы натяжения струн (около 2,5 тонн), так как в плите для каждого вирбеля предусмотрено отверстие с втулкой, которое разгружает деревянный массив вирбельбанка. Такая конструкция рамы характерна для всех современных роялей. Также есть ещё два типа рамы — беспанцирная, плита которой несплошная (в ней вместо отверстий сделаны окна, а сплошной массив образует вирбельбанк, прикрученный снизу), и полурама, у которой плита отсутствует как чугунное завершение, а его функцию несёт вирбельбанк, прикрученный к раме шурупами и вклеенный в корпус рояля с двух сторон, а также придерживаемый в заданном положении рёбрами самой рамы. (Нетрудно подметить, что две последние разновидности рамы менее прочны, особенно полурама, хотя некоторые качественно сделанные старинные рояли с такой рамой возрастом до ста лет вполне работоспособны). Кроме того, на старинных прямострунных роялях рамы как самостоятельного компонента не было — её функцию выполняли корпус и футор рояля, а поддерживали всё это чугунные балки-распорки, прообраз теперешнего рамного шпрейца (см. ниже-шпрейц).
Штульра́ма — массивная рама, которая привинчивается к бачкам корпуса и служит базой для клавишно-молоточкового механизма фортепиано.
Шпрейц — брус футора или чугунной рамы, несущий нагрузки от натяжения струн.
Стру́нный шта́пик — литой порожек на вирбельном панцире чугунной рамы, на котором каждая струна разделяется на задействованную и неработающую части; служит для отсечки звучащей рабочей части струн. Раньше вместо него применялись аграфы-винты, напоминающие винты-барашки. В их головках имеются отверстия, через которые проходят струны, и выполняют эти отверстия ту же функцию, что и порожек. Аграфы вытесняются штапиком потому, что трудоёмки в производстве и установке, в том числе и при замене струн, тогда как штапик отливается вместе с рамой.

### Педали
Большинство роялей оснащены тремя педалями. Посредством педалей можно:
- удерживать звук, не нажимая клавиши в этот момент (правая);
- ослаблять звук (левая; следует заметить, что левая педаль используется не столько для ослабления, сколько для изменения окраски звука во время игры, создавая тем самым дополнительные нюансы);
- удерживать звук части клавиш, эффект создания так называемой «расщеплённой клавиатуры». Разумеется, это также придаёт красочность (средняя).

## История
Впервые рояль крыловидной формы представил в 1709 году итальянец Бартоломео Кристофори — придворный клавесинный мастер герцога Фердинандо Медичи на приёме в Палаццо Питти во Флоренции. Наблюдая за игрой уличных цимбалистов, Кристофори заметил, что, ударяя мягкими колотушками по струнам, эти музыканты добиваются особой выразительности звука. Кристофори переделал конструкцию клавесина, создав принципиально новый механизм звукоизвлечения посредством ударов мягких молоточков по струнам. Таким образом, стало возможным изменять силу звучания при игре. Первое фортепиано Кристофори назвал Gravicembalo con piano e forte — Большой клавесин с тихим и громким звучанием. До конца XVIII века фортепиано подвергались постоянным усовершенствованиям, что к началу XIX века поставило их вне конкуренции с клавесинами и клавикордами. В начале XIX века были изобретены цельнолитая чугунная рама и перекрёстное расположение струн, что привело к более совершенному качеству и появлению первого рояля современного типа. С 1850-х годов развертывается фабричное производство роялей в Европе (особенно бурно в Германии), Америке и России. Рояль становится «королём» музыкальных инструментов, и к началу XX века рояль окончательно приобретает современную форму: деревянный крыловидный корпус с подъемной крышкой, цельнолитая панцирная чугунная рама, механизм двойной репетиции.

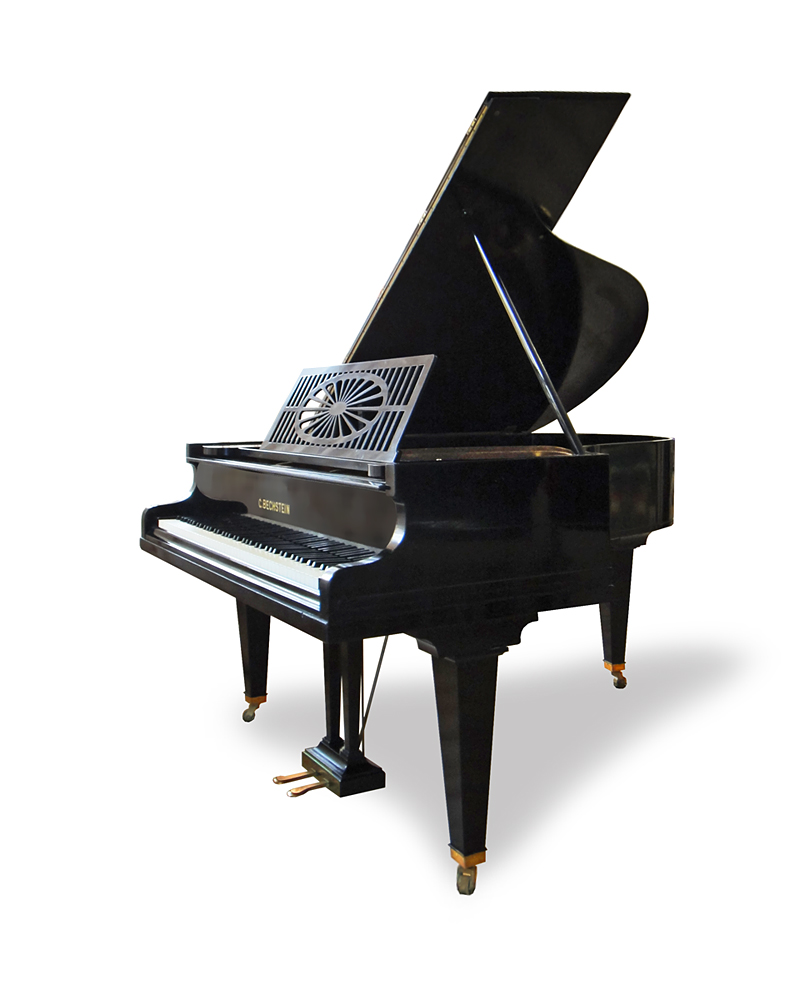
Кабинетный профессиональный дизайнерский рояль в стиле ар-деко

## Классификация
По размеру рояли классифицируются следующим образом:
- Большие концертные длиной свыше 270 см — максимальный диапазон тембра, длительности и выразительности звучания. Назначение: концертное исполнение музыки в больших и средних залах, ансамбли с большим симфоническим оркестром, студийная звукозапись
- Малые концертные длиной 225–250 см — большой диапазон тембра, длительности и выразительности звучания. Назначение: концертное исполнение музыки в средних залах, ансамбли малых составов, студийная звукозапись
- Салонные (универсальные) длиной 200–220 см — большой диапазон тембра, длительности и выразительности звучания. Назначение: концертное и любительское исполнение в музыкальных гостиных (салонах) и в малых залах, обучение фортепианному искусству
- Кабинетные длиной 180–195 см — средний диапазон тембра, длительности и выразительности звучания. Назначение: любительское музицирование, обучение фортепианному искусству
- Малые кабинетные длиной 160–175 см — малый диапазон тембра, длительности и выразительности звучания. Назначение: любительское музицирование, обучение фортепианному искусству
- Миниатюрные миньон (мини) длиной 140–155 см — минимальный диапазон тембра, длительности и выразительности звучания. Назначение: удовлетворение рыночного спроса на минирояли.

В большинстве случаев номер модели рояля — это его длина в сантиметрах или дюймах.

## Рейтинг роялей
По качеству, совершенству конструкции, красоте звука, игровым свойствам и надёжности рояли подразделяются на следующие классы (современные производители):
1. Премиум-класс (элита)Bösendorfer (с 1828 года, Нойштадт, Австрия)[en] Steingräber & Söhne(с 1854 года, Байройт, Германия), Yamaha (с 1887, Япония) Fazioli (с 1981 года, Сачиле, Италия), August Förster (с 1859 года, Лёбау, Германия), C. Bechstein (Зайфхеннерсдорф, Германия), Blüthner (с 1853 года, Лейпциг, Германия), Mason & Hamlin[en] (с 1854 года, Гэверхилл, Массачусетс, США), Grotrian-Steinweg[en] (c 1830 года, Брауншвейг, Германия), Steinway & Sons (с 1853 года, Нью-Йорк, США; с 1880 года, Гамбург, Германия), Ant. Petrof[en] (с 1864 года, Градец-Кралове, Чехия)
Рояли премиум-класса совершенны по конструкции и изготавливаются штучно в соответствии с технологией, эволюционировавшей несколько столетий. Также определяющим критерием является достаточно солидный объём производства на протяжении более века. Разница в ценах различных брендов премиального класса объясняется разной степенью агрессивности рыночного маркетинга и глобальной рекламы в течение многих десятилетий. Рояли других классов имеют упрощения в конструкции и производятся по более быстрым и упрощённым технологиям — в целях удешевления и получения прибыли в различных сегментах рынка.
2. Высокий классBösendorfer (линия Conservatory, Нойштадт, Австрия) Bechstein (C. Bechstein Europe s.r.o., Градец Кралове, Чехия), Seiler[de] (Китцинген, Германия), Haessler[de] (Julius Blüthner Pianofortefabrik GmbH, Германия), Pleyel[fr] (Париж, Франция), Shigeru Kawai (Хамамацу, Япония), Yamaha (модели CF, Хамамацу, Япония)
3. Средний германский классIrmler (модели Europe, Irmler Piano GmbH, Германия), Schimmel (Германия), Sauter (Германия), Rönisch (Германия), Eduard Seiler и Johannes Seiler (Германия-Индонезия)
3a. Средний классW. Hoffmann (C. Bechstein Europe s.r.o., Градец Кралове, Чехия), Boston (некоторые модели, Kawai Musical Instrument Mfg. Co., Ltd., Япония), Kohler & Campbell (США-Индонезия), Irmler (модели Studio, Irmler Piano GmbH, Германия-Китай), Yamaha (модели C, Япония), K. Kawai (модели RX, Kawai Musical Instrument Mfg. Co., Ltd., Япония), Samick (концертные — Samick Music Corp., Южная Корея-Индонезия), Feurich (Вена, Австрия), Wm. Knabe & Co. (модели Concert Series, Теннесси, США), Beltmann (Gilan Pianos, Нидерланды-Азербайджан), Galaxy (Galaxy Pianos, Дубай, ОАЭ), Petrof (Чехия), Schulze & Pollmann (Сан-Марино, Италия), Estonia (Таллин, Эстония)
4. Потребительский классVogel (Польша-Китай), Samick (Южная Корея-Индонезия), Boston (некоторые модели, Karawan, Индонезия), Sohmer & Co. (США-Индонезия), Bohemia (Чехия, совместно с Hailun Piano Co., Китай), Yamaha (некоторые модели, Индонезия), Brodmann (модели VE, Австрия-Китай), Euterpe (Индонезия), Young Chang (Южная Корея), Bergman (Южная Корея)
5. Низкобюджетный классEssex (Steinway Musical Instruments Inc., фабрика Pearl River, Китай), Pearl River (Китай), Kayserburg (Pearl River Piano Co.Ltd., Китай), Ritmuller (Pearl River Piano Co. Ltd., Китай), May Berlin (Китай), Roesler (Чехия-Китай), Weinbach (Чехия-Китай), Wendl & Lung (Ningbo, Китай), Yamaha (некоторые модели, Китай), Kawai (Beijing Xinghai Musical Instruments Co. Ltd., Китай; Kawai Musical Instruments Ningbo Co. Ltd., Китай), Goodway (Ханчжоу, Китай), S. Ritter (Goodway Piano Co. Ltd., Китай), Brodmann (модели PE и CE, Китай), Falcone (Китай), Lietuva (Китай), Niemeyer (Китай), Otto Meister (Китай), Carl Ebel (Китай), Weber (Китай), Schumann (Moutrie Piano Co. Ltd., Китай), Moutrie (Китай), Baldwin (Китай), Astor (Китай), Sorbonne (Китай)

## Обслуживание рояля
Для обеспечения длительного исправного функционирования рояля важно поддерживать постоянную температуру и определённый уровень влажности в помещении, где он установлен. Для этого используют приборы контроля влажности, увлажнители и регуляторы влажности. Система климат-контроля позволяет поддерживать постоянную температуру и влажность в инструменте и хорошо оправдывает себя, продлевая срок его жизни в 2–3 раза.
Рояль нуждается в регулярном техническом обслуживании, включающем также настройку, регулировку клавишно-молоточкового механизма, интонировку звука (изменение тембра), замену изношенных комплектующих и т. д.